# Maito
Maito är en ort i Mexiko.   Den ligger i kommunen Cabo Corrientes och delstaten Jalisco, i den sydvästra delen av landet, 700 km väster om huvudstaden Mexico City. Maito ligger 17 meter över havet och antalet invånare är 125.
Terrängen runt Maito är platt söderut, men åt nordost är den kuperad. Havet är nära Maito åt sydväst.  Närmaste större samhälle är Villa del Mar, 4,4 km sydost om Maito. I omgivningarna runt Maito växer i huvudsak lövfällande lövskog.